# کافولا انگویه
کافولا انگویه (انگلیسی: Kafula Ngoie؛ زادهٔ ۱۱ نوامبر ۱۹۴۵) بازیکن فوتبال اهل جمهوری دموکراتیک کنگو بود.
از باشگاه‌هایی که در آن بازی کرده‌است می‌توان به باشگاه فوتبال تی‌پی مازمبه اشاره کرد.
وی همچنین در تیم ملی فوتبال زئیر بازی کرده‌است.